# Toprovdyr
Et toprovdyr - også kaldet superrovdyr, topkonsument (yderst sjældent kaldet følgende angliseringer apexprædator[kilde mangler] eller topprædator[kilde mangler]), er et rovdyr, der udgør det øverste led af en fødekæde. Toprovdyr defineres som regel i termer af trofiske dynamikker, dvs. toprovdyr udgør de højeste trofiske niveauer og spiller en afgørende rolle i deres økosystemer. Fødekæder er ofte langt kortere på landjorden, med deres spids som regel begrænset til det tredje trofiske niveau – fx ulve eller store kattedyr der primært jager store planteædere. Toprovdyr behøver ikke at være udelukkende kødædere: mennesker er fx både toprovdyr og altædende.

## Rolle i økosystemer
Toprovdyr spiller en afgørende rolle for de økosystemer, som de opholder sig i. Som eksempler kan nævnes: Havoddere langs kysterne jager og begrænser dermed bestanden af søpindsvin, som ellers ville overspise den tang, som de mindre havdyr og insekter kan leve i. Pumaens effekt på hjortevildtets bestande og adfærdsmønstre betyder at skove kan vokse op, i stedet for at nye skud på træer, buske og planter ville blive græsset ned. Det betyder igen bæredygtige levesteder for fugle og insekter.
Den samlede betydning af toprovdyrenes rolle i de økosystemer, hvor de opholder sig, er vidtrækkende. Uden toprovdyrene formindskes antallet af dyr og planter, mens skovene gradvist forsvinder og efterlader et mere ørkenlignende landskab.

### Faldende bestand
Mange af de store rovdyr er truet af udryddelse eller er gået stærkt tilbage. Løver i Vestafrika befinder sig i dag på 1% af deres oprindelige område. Mange steder i verden er antallet af toprovdyr faldet med mere end 90 procent i løbet af de seneste 100 år. Toprovdyrenes faldende bestand hænger sammen med menneskers langvarige forfølgelse, udryddelse af levegrundlag og levesteder såvel som trofæ-, medicin- og pelsjagt.